# Scheibenberg (Erzgebirge)
Der Scheibenberg ist ein Berg im Erzgebirge in Sachsen mit einer Höhe von 807,2 m ü. NHN. Er liegt unmittelbar südöstlich der im Erzgebirgskreis gelegenen gleichnamigen Stadt Scheibenberg. Der Berg gehört zusammen mit dem Bärenstein und dem Pöhlberg zu den drei großen Basaltbergen im Westerzgebirge. Aufgrund seiner Bedeutung als eines der wichtigsten geologischen Denkmale Deutschlands ist das Geotop Scheibenberg eine assoziierte Stätte der Montanregion Erzgebirge/Krušnohoří, welche seit 2019 zum UNESCO-Welterbe gehört. 2024 wurde das Geotop von der International Union of Geological Sciences in die Liste der IUGS-Stätten des geologischen Erbes, d. h. der weltweit bedeutendsten geologischen Präsentationsorte aufgenommen.

## Geologie und Bergbau
Als Erosionsrest eines tertiären Lavastromes besteht er wie seine Nachbarn Bärenstein und Pöhlberg überwiegend aus Basalt. Nach moderner petrologischer Klassifikation muss der „Basalt“ des Scheibenberges jedoch als Augit-Nephelinit angesprochen werden. Dieser steht am Scheibenberg in Form besonders imposanter, bis zu knapp 30 Meter hoher Säulen (im Volksmund: „Orgelpfeifen“) an. Alle drei Berge gelten als Beispiel für die Reliefumkehr. Dabei ergoss sich ursprünglich Lava in einen tiefer gelegenen Geländeabschnitt und erkaltete dort. Im Laufe der Zeit erodierte das umliegende Gestein schneller als der härtere Basalt, sodass heute das ehemalige Tal über das umliegende Gelände hinausragt.
1787/88 führte der Mineraloge Abraham Gottlob Werner Untersuchungen am Scheibenberg durch. Dabei stellte er fest, dass der Basalt auf Schichten aus Verwitterungsgrus, Sand, Ton und verwittertem Basalt (Wackerstein) auflag. Daraus schlussfolgerte Werner den marinen Ursprung des Gesteins und begründete die geologische Lehre vom Neptunismus. Er ging davon aus, dass alle Gesteine als Sedimentgesteine aus dem Wasser der Ozeane entstanden sind.
Unterhalb der „Orgelpfeifen“ informiert ein Basalt-Lehrpfad anhand von 15 Lehrtafeln über die Besonderheiten des Naturdenkmals Scheibenberg. Der Berg wurde im Mai 2006 von der Akademie der Geowissenschaften zu Hannover e. V. (AGH) als eines der 77 bedeutendsten nationalen Geotope Deutschlands ausgezeichnet.
Schon im frühen 19. Jahrhundert wurde eine an der Basaltgrenze anstehende und teilweise 2 Meter mächtige Tonschicht abgebaut und zur Herstellung von Töpfen und Öfen verwendet. Auch die unter dem Ton liegende und bis zu 40 Meter mächtige Sandschicht wurde abgebaut und u. a. als Putz- und Scheuersand verwendet.
Auch der Basalt selbst wurde spätestens seit dem 19. Jahrhundert gewonnen. In den 1880er Jahren nahm der Abbau industrielle Formen an. Ab 1914 wurden an der Nordseite des Scheibenberges drei Steinbrüche betrieben. Für den Basaltabbau wurden in die unter dem Basalt liegende Ton- und Sandschicht bis zu 3 Meter lange Bohrlöcher eingebracht, die dann dem Absprengen der „Orgelpfeifen“ dienten. Der Abtransport des gewonnenen Gesteins erfolgte über eine knapp 1.300 Meter lange Seilbahn zur Bahnstrecke Annaberg – Schwarzenberg. Der Basalt wurde vor allem beim Straßen- und Eisenbahnbau als Schotter verwendet. Der weitere Steinbruchbetrieb wurde 1936 von der Kreishauptmannschaft Chemnitz untersagt, da durch den Abbau das markante Bild des Berges im Bestand gefährdet war.

## Geschichte

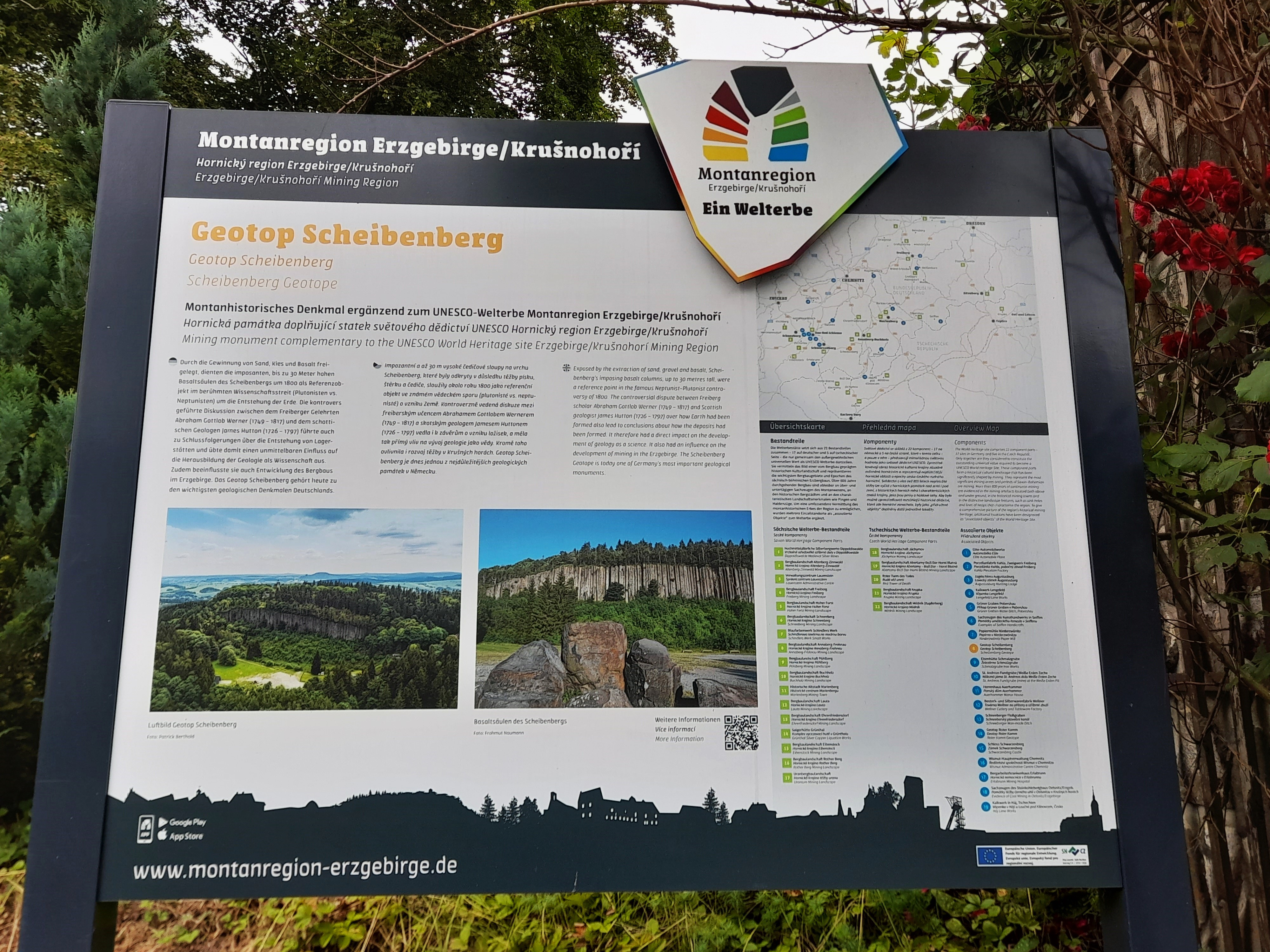
UNESCO-Infotafel Geotop Scheibenberg

Der Scheibenberg befand sich seit 1558 im Eigentum der Stadt Scheibenberg. Aufgrund seiner markanten Gestalt und Höhe wurde er in verschiedenen Kartendarstellungen und historischen Beschreibungen erwähnt, so u. a. in der Karte von Matthias Oeder und den Schriften von Christian Lehmann und Johann Friedrich Wilhelm von Charpentier. Während Charpentier den Berg 1778 noch als bewaldet beschrieb, war der Scheibenberg Mitte des 19. Jahrhunderts weitgehend baumlos. Ab 1875 begann die Aufforstung des Berges.
Im Zuge der Königlich-Sächsischen Landesvermessung entstand 1864 auf dem Scheibenberg eine Vermessungsstation 2. Ordnung. Der Vermessungsstein wurde 1994 infolge des Neubaus des Aussichtsturmes um rund 65 Meter nach Südsüdost versetzt.
Im Rahmen der allgemeinen touristischen Erschließung des Erzgebirges entstand 1891 auf dem Gipfel des Scheibenberges ein aus Basalt und Ziegeln errichteter Aussichtsturm. Der 26 m hohe Turm – die Aussichtsplattform befand sich in knapp 21 m Höhe – war nach der sächsischen Königin Carola (1833–1907) benannt. Wegen Baufälligkeit musste der Turm 1971 gesprengt werden. 1993/94 entstand ein 29,2 m hoher Neubau, der in seiner achteckigen Form den markanten Basaltsäulen des Berges nachempfunden ist. Von der in 22,44 m Höhe befindlichen Aussichtsplattform bietet sich bei guten Bedingungen ein weiter und umfassender Rundblick.
Im Zuge der Errichtung des Carola-Turms eröffnete 1892 auch ein erstes Berggasthaus. Der anfangs bescheidene Bau wurde in den folgenden Jahrzehnten mehrmals umgebaut und erweitert. Der heutige Bau entstand 1992/93 im Zuge einer umfassenden Modernisierung.

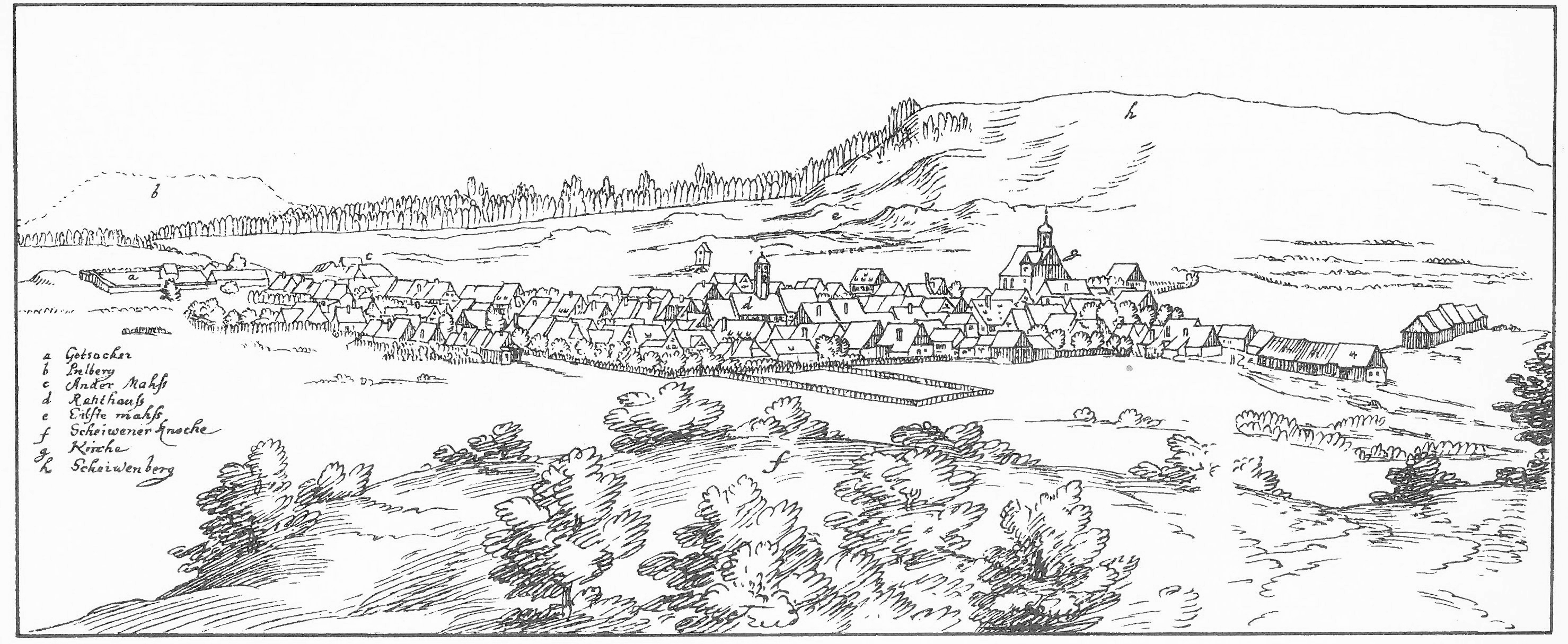
Historische Darstellung des unbewaldeten Scheibenberges von Wilhelm Dillich (um 1626/29)
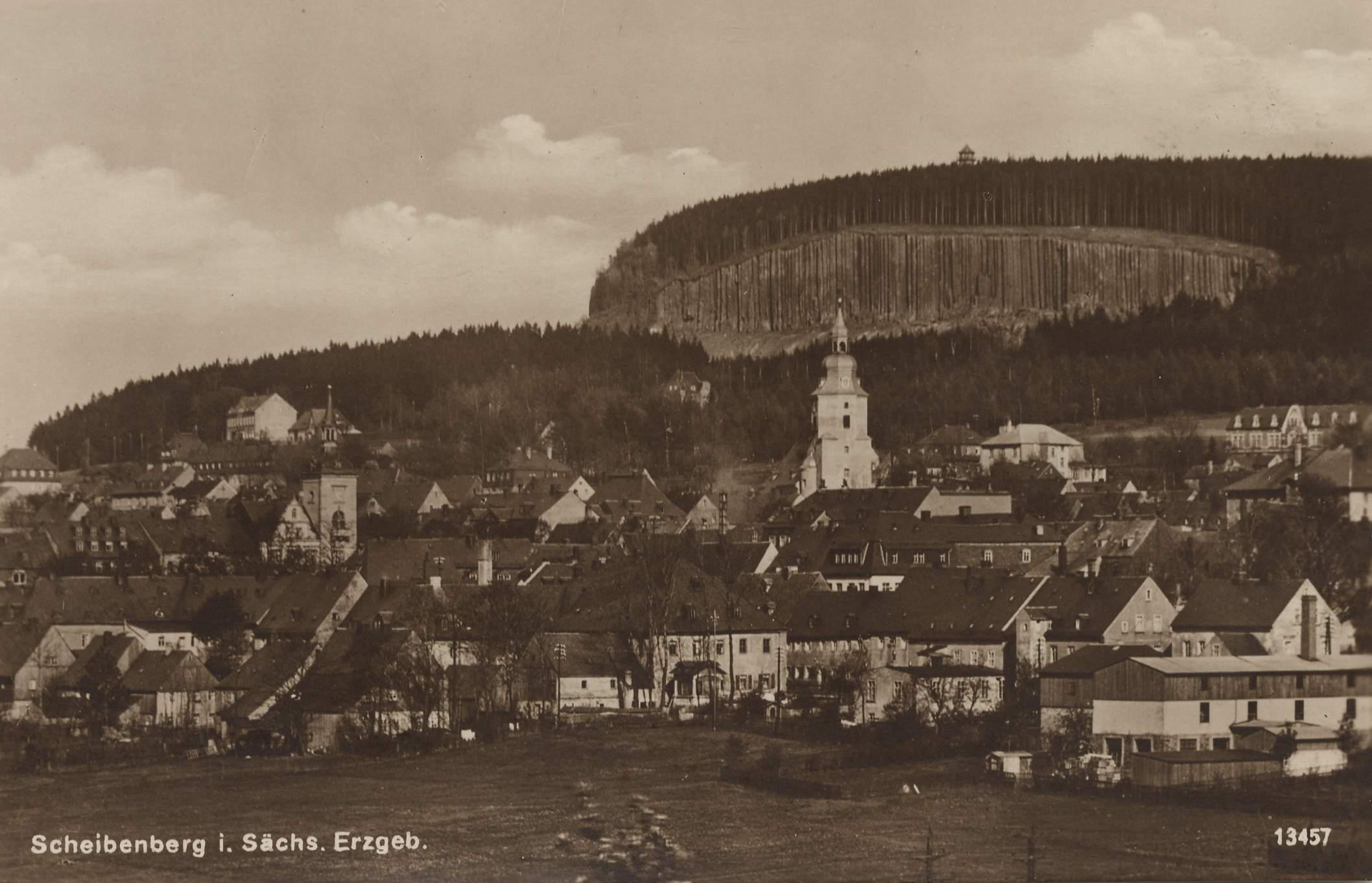
Stadt und Berg Scheibenberg (um 1900)
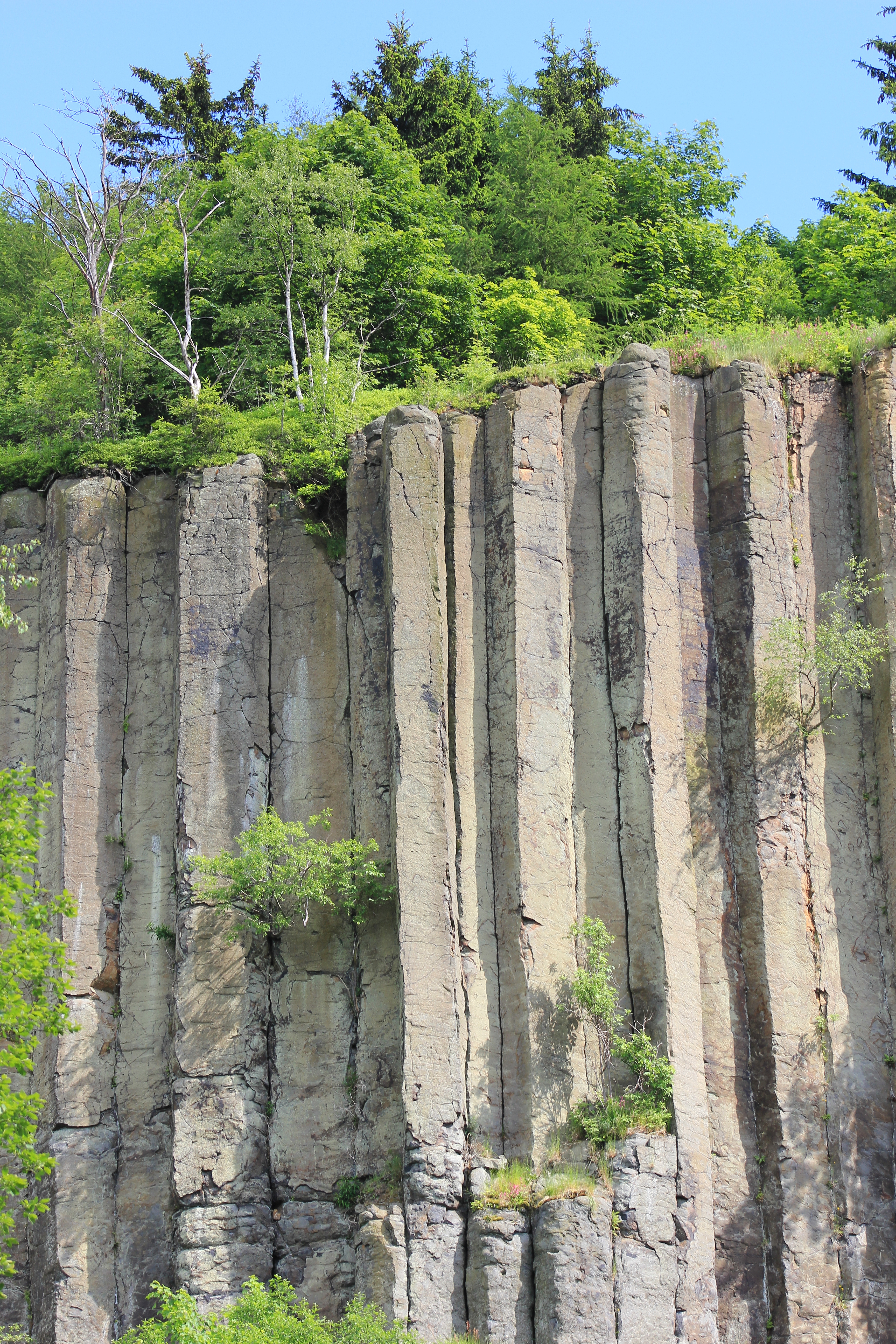
Detailansicht der „Orgelpfeifen“
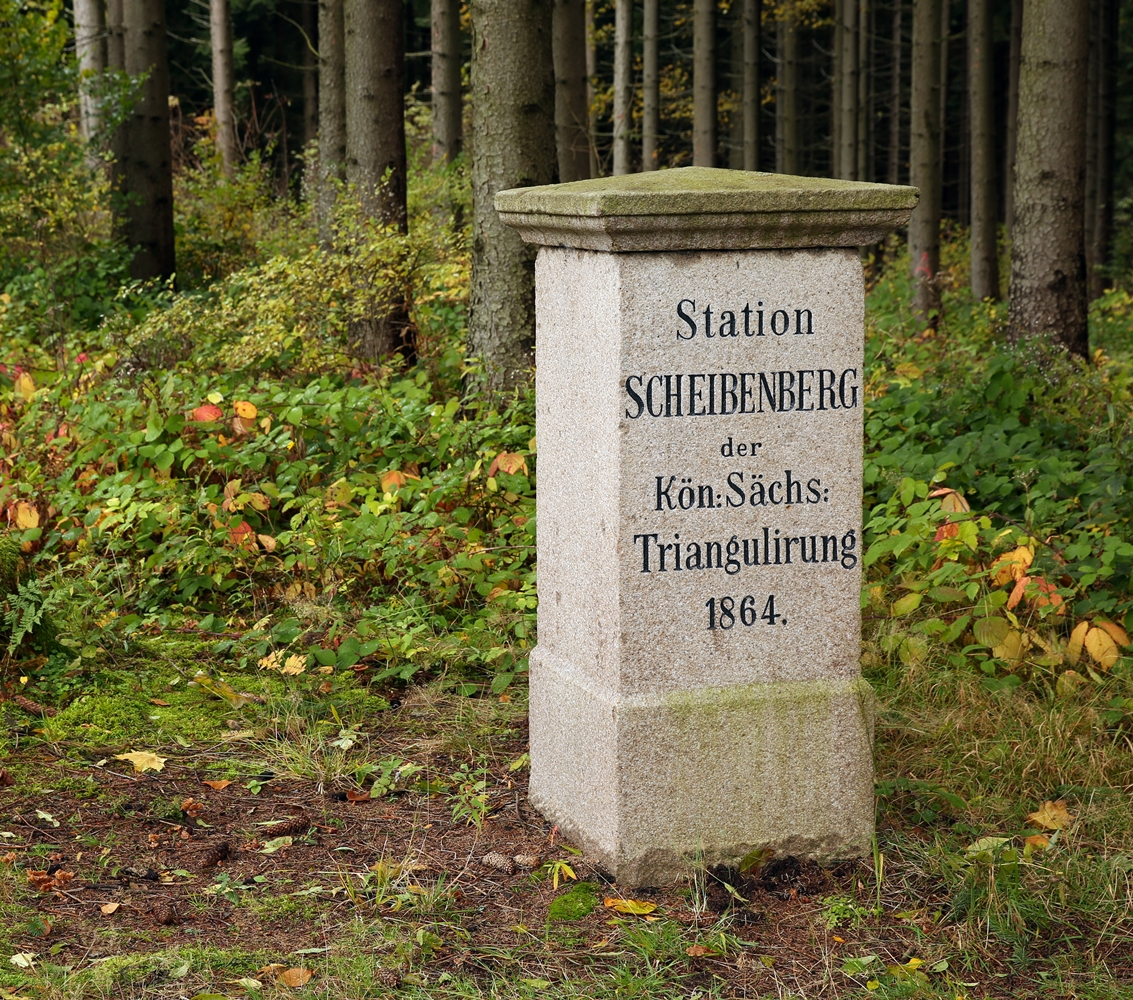
Stationsstein der Königlich-Sächsischen Triangulirung von 1864
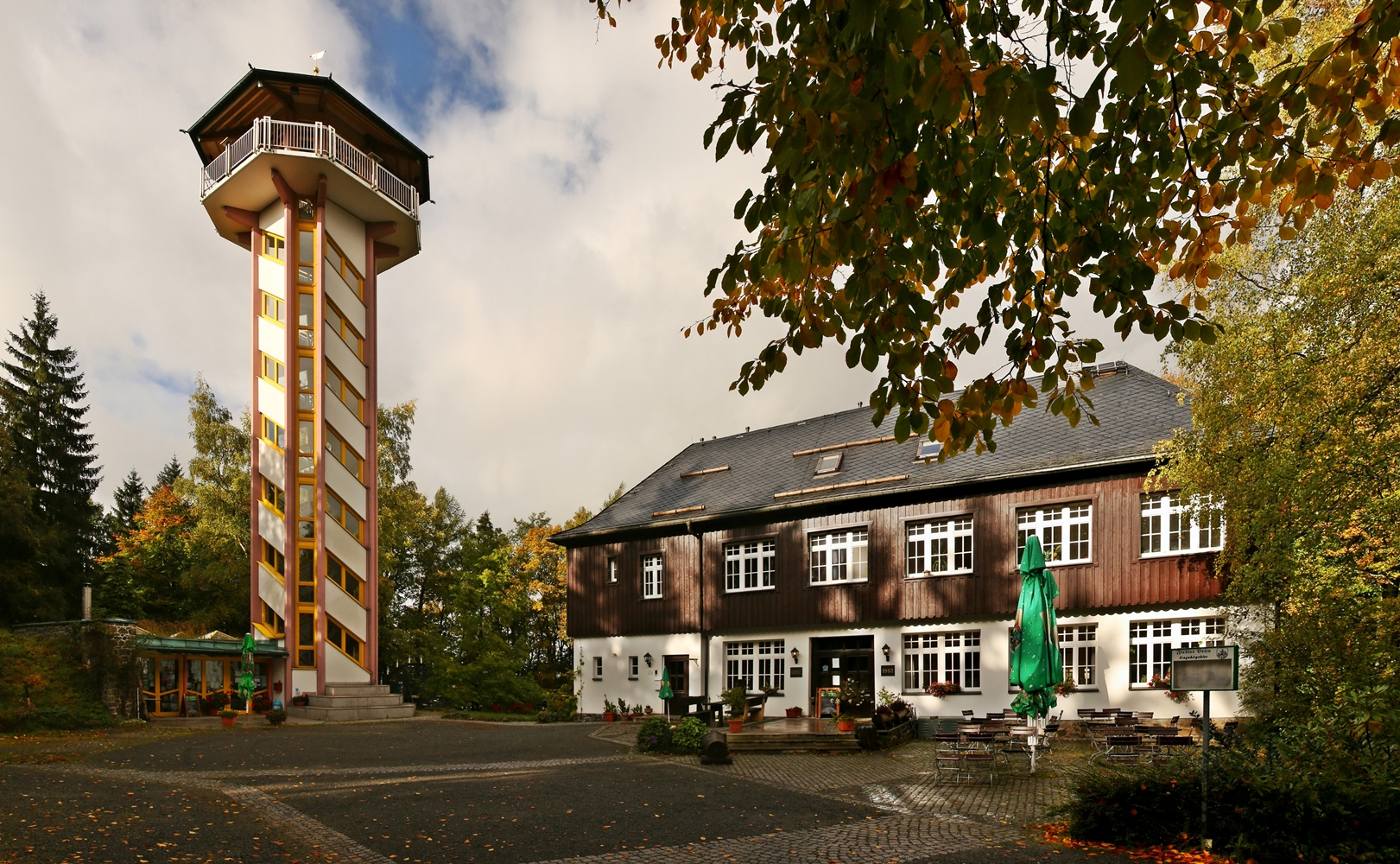
Berggasthaus und Aussichtsturm

## Flora und Fauna
Zu den Vertretern der Tierwelt am Scheibenberg zählen u. a. der Turmfalke, die Zauneidechse und der Steinmarder. Die Flora entspricht der eines typischen Mischwaldes mit Fichtenbeständen. Zu finden sind u. a. Seidelbastarten, das Christophskraut, Bingelkräuter, der Rote Fingerhut, das Echte Leinkraut, die Wald-Hainsimse und der Rainfarn.

## Naturschutz
Nach Einstellung des Steinbruchbetriebes erfolgte bereits 1937 die Unterschutzstellung des Scheibenberges durch die Reichsforstmeisterei. Heute ist der Berg Bestandteil des FFH-Gebietes 5443-301 Mittelerzgebirgische Basaltberge. Die Schutzwürdigkeit ergibt sich durch „... größere Vorkommen an Silikatschutthalden und kleinräumig typische Silikatfelsen mit Kryptogamenvegetation sowie Bergheiden, typische Eschen-Ahorn-Schluchtwälder, großer Bestand an relativ gut ausgebildeten Hainsimsen-Buchenwäldern ...“

## Routen zum Gipfel
Von der Stadt Scheibenberg führt eine befahrbare Bergstraße bis zum Berggasthof. In mittlerer Lage führt der untere Bergrundgang rund um den Berg. Von diesem Weg zweigen mehrere Gipfelpfade ab, unter denen der am Südostabhang gelegene Zahmsteig der bekannteste ist. Er wurde von 1931 bis 1934 von dem damals arbeitslosen Scheibenberger Bürger Ottomar Zahm in mühsamer und uneigennütziger Handarbeit mit über 300 Stufen durch ein schwer zugängliches Basaltblockfeld gebahnt – fast bis zur Vollendung des Steigs in Geheimhaltung.

## Panoramablick vom Gipfel

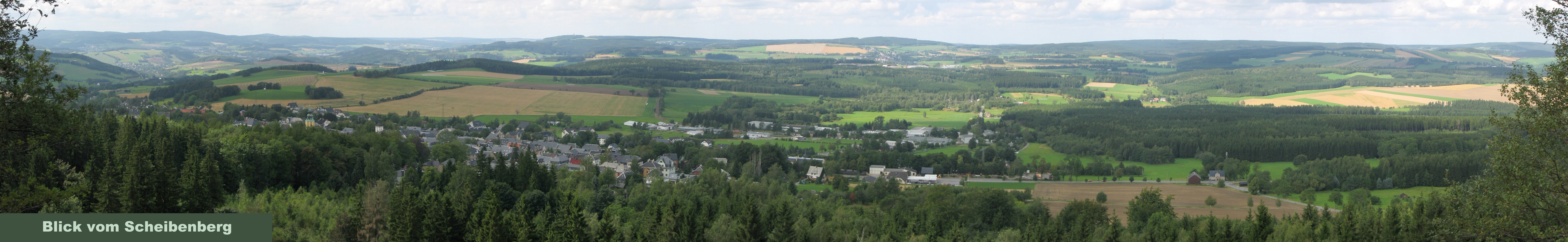
Panorama vom Scheibenberg in Richtung der Stadt Scheibenberg mit Blick auf die Morgenleithe (812 m ü. NHN), den Spiegelwald (727 m ü. NHN), Schatzenstein (760 m ü. NHN) und den Geyerschen Wald mit Sendeturm. (von links)

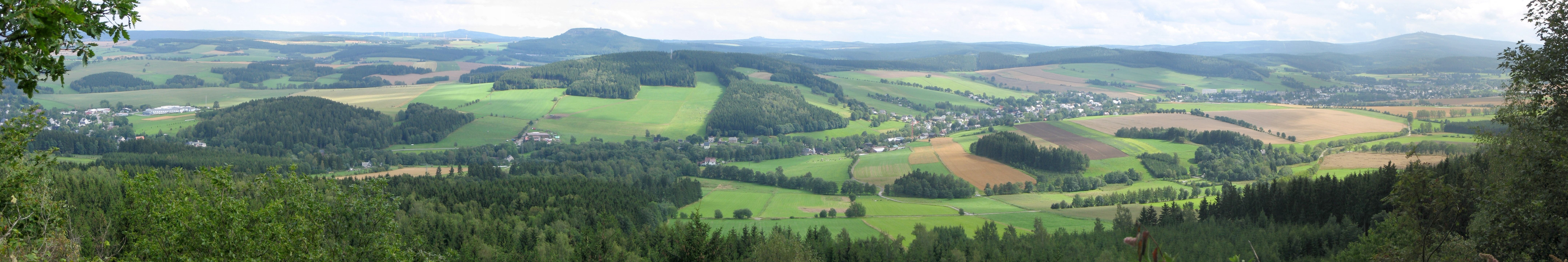
Panorama vom Scheibenberg in Richtung Crottendorf mit Ortsteil Walthersdorf sowie Fichtelberg (1215 m ü. NHN) und Bärenstein (897 m ü. NHN). (von rechts)